# Makkarasaari (ö i Södra Savolax, Nyslott, lat 61,77, long 29,11)
Makkarasaari är en ö i Finland. Den ligger i sjön Pihlajavesi och i kommunen Nyslott i  landskapet Södra Savolax, i den sydöstra delen av landet, 280 km nordost om huvudstaden Helsingfors. Öns area är 3,3 hektar och dess största längd är 320 meter i sydöst-nordvästlig riktning.